# Damaskuserlebnis

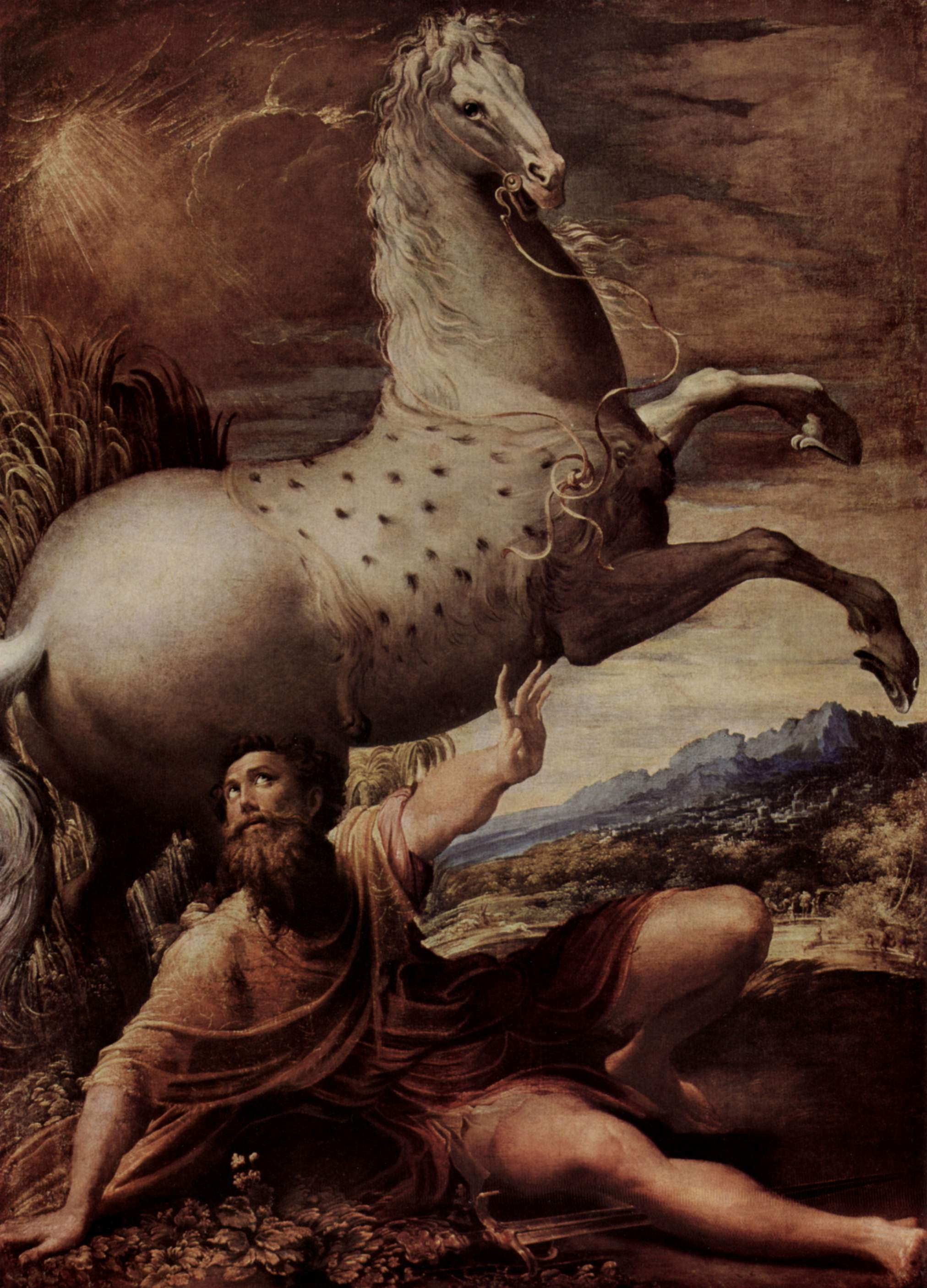
Francesco Mazzola gen. Parmigianino: Paulussturz

Als Damaskuserlebnis wird umgangssprachlich die Bekehrung des Pharisäers und Christenverfolgers Paulus von Tarsus zum Christentum bezeichnet. Dabei soll dem Paulus der von den Toten auferstandene Jesus Christus auf dem Weg nach Damaskus erschienen sein. Paulus sei darauf nach eigener Aussage vom Verfolger der Urchristen zum Apostel der Heidenvölker berufen worden. Weil Paulus selbst keine erlebnishaften Details davon berichtete, spricht die christliche Theologie heute vom Damaskusgeschehen oder von der Berufung zum Völkerapostel. 
Im übertragenen Sinn bezeichnet „Damaskuserlebnis“ ein Ereignis, das einer Person eine einschneidende Selbsterkenntnis vermittelt, ihre Einstellung und ihr Verhalten für sie zum Positiven verändert.

## Neues Testament

### Paulusbriefe
Paulus war nach eigener Aussage (1 Kor 15,9 ) ursprünglich ein Verfolger jener Urchristen, welche die Mitzwot der Tora nicht vollständig einhielten. Im Rückblick auf seine erste Missionsreise schrieb er in Gal 1,16 : „Als es aber Gott gefiel, der mich schon im Mutterleib auserwählt und durch seine Gnade berufen hat, in mir seinen Sohn zu offenbaren, damit ich ihn unter den Völkern verkünde,…“ Er stellt seine Berufung zum „Apostel für die Völker“ in einen Deutungszusammenhang göttlicher Vorsehung, die den biografischen Bruch nachträglich nicht nur erklärt, sondern diesen vielmehr zur Voraussetzung hat, um an ihm die Gnade Gottes zu demonstrieren. Erst Jahre später habe er die Jerusalemer Urgemeinde besucht, deren Apostel ihm seinen göttlichen Missionsauftrag bestätigt hätten. Daran erinnerte er die Adressaten seiner Paulusbriefe mehrfach:

„Bin ich nicht frei? Bin ich nicht ein Apostel? Habe ich nicht Jesus, unsern Herrn, gesehen?“

„Zuletzt von allen ist er auch von mir als einer unzeitigen Geburt gesehen worden. Denn ich bin der geringste unter den Aposteln, der ich nicht wert bin, dass ich ein Apostel heiße, weil ich die Gemeinde Gottes verfolgt habe.“

„Denn ich habe es [scil. das Evangelium] nicht von einem Menschen empfangen oder gelernt, sondern durch eine Offenbarung Jesu Christi. Denn ihr habt ja gehört von meinem Leben früher im Judentum: wie ich über die Maßen die Gemeinde Gottes verfolgte und sie zu zerstören suchte und übertraf im Judentum viele meiner Altersgenossen in meinem Volk weit und eiferte über die Maßen für die Überlieferungen meiner Väter. Als es aber Gott wohlgefiel, der mich von meiner Mutter Leib an ausgesondert und durch seine Gnade berufen hat, dass er seinen Sohn offenbarte in mir, damit ich ihn durchs Evangelium verkündigen sollte unter den Heiden“

### Apostelgeschichte
Die Apostelgeschichte des Lukas beschreibt die Berufung des Paulus als äußere Epiphanie des Auferstandenen in drei als Ich-Berichte des Paulus gestalteten Texten (Apg 9,3–19 ; 22,6–16 ; 26,12–18 ). Nach Apg 7,58ff  war Paulus bei der Steinigung des ersten christlichen Märtyrers Stephanus anwesend und hatte „Wohlgefallen“ daran. Danach habe er die Gemeinde „verwüstet“, „indem er in die Häuser eindrang, Männer und Frauen verschleppte und für ihre Verhaftung sorgte“. Nach Apg 9,1f  erbat und erhielt er vom Jerusalemer Hohenpriester einen schriftlichen Auftrag, auch in Damaskus und den dort befindlichen Synagogen nach Anhängern Jesu zu suchen, um sie zu verhaften. Nach Apg 9,3–29  begegnete ihm auf dem Weg nach Damaskus – „nicht weit vor der Stadt“ – in einer visionären Lichterscheinung der auferstandene Jesus selbst. Dieser habe ihn mit seinem hebräischen Namen angerufen: Saul, Saul! Warum verfolgst du mich? Er habe zurückgefragt: Wer bist du, Herr? Darauf habe die Stimme geantwortet: Ich bin Jesus, den du verfolgst! Danach sei Paulus in der Folge für mehrere Tage erblindet und habe nichts essen können, bis ihn ein anderer Urchrist im Namen Jesu geheilt habe. Daraufhin habe er sich taufen lassen und begonnen, Jesus als Sohn Gottes zu verkünden. 
Diese erzählerischen Motive (Licht und Stimme vom Himmel her, Blendung, Abkehr von früherem Lebenswandel) lehnen sich an Berufungstexte der Prophetie im Tanach an. Sie veranschaulichen die vollständige Umkehr des Paulus: Durch die unmittelbare Begegnung mit Jesus Christus habe er Gottes wahren Willen und das todeswürdige Unrecht seines ganzen bisherigen, der Christenverfolgung gewidmeten Lebens erkannt und nun das verkündet, was er zuvor verfolgt hatte. Durch diese erzählerische Ausgestaltung wird das Ereignis oft als Bekehrung gedeutet, etwa beim kirchlichen Fest Pauli Bekehrung oder durch Gemälde wie Die Bekehrung des Paulus von Pieter Bruegel dem Älteren.

## Redewendung
Im Volksmund wird der Ausdruck umgangssprachlich von seiner neutestamentlichen Bedeutung gelöst und allgemein auf ein einschneidendes Erlebnis bezogen, das eine Richtungsänderung im weiteren Lebenswandel bewirkt. Verwandt sind die Ausdrücke „Aha-Erlebnis“ und „Schlüsselerlebnis“.
Manchmal wird das Damaskuserlebnis auch mit der Redewendung vom Saulus zum Paulus ausgedrückt. Dieser Namenswechsel ist jedoch im NT nicht belegt. Dort nennt Paulus sich selbst nie Saulus und erwähnt keinen Namenswechsel. Nach Apg 13,9 trug er einen Doppelnamen, wie es im Diasporajudentum üblich war, und wurde je nach Adressatenkreis wahlweise mit dem hebräischen oder griechischen Namen genannt. Bis zu dieser Stelle nennt die Apostelgeschichte ihn nur Saulus, danach nur noch Paulus. Diesen Wechsel beschreibt sie also erst vier Kapitel nach dem in Apg 9 geschilderten Damaskuserlebnis. Dieses erfolgte in der Paulusbiografie etwa 15 Jahre vor den in Apg 13 geschilderten Ereignissen.

## Einzelbelege
1. ↑  In der Apostelgeschichte trug er den Namen Saulus (Apg 9,1-9 EU)